# Елі Ваксман
Елі Ваксман — ізраїльський астрофізик, фахівець з фізики нейтрино та астрофізики високих енергій, професор в Інституті Вейцмана в Ізраїлі, керівник космічної місії ULTRASAT.

## Біографія
Народився в 17 червня 1965 року в місті Петах-Тіква. В 1983 закінчив середню школу.
Навчався в Єврейському університеті в Єрусалимі. В 1986 здобув ступінь бакалавра математики та фізики, в 1989 — магістра фізики, а в 1994 — доктора філософії з фізики. Під час навчання працював фізиком-дослідником у Ядерному дослідницькому центрі в Димоні.
У 1994—1998 роках працював в Інституті перспективних досліджень в Принстоні, США.
1998 року Ваксман повернувся в Ізраїль і почав працювати в Інституті Вейцмана. У 2009—2012 роках він очолював відділ фізики елементарних частинок і астрофізики. В 2013—2015 роках був головним науковим співробітником Комісії з атомної енергії Ізраїлю. Станом на початок 2020-х років Ваксман одночасно обіймав посади директора Інституту теоретичної фізики Шварца/Рейзмана, директора Центру астрофізики Бенозіо та голови правління Дослідницького фонду Пазі.
З 2003 року є редактором журналу Journal of Cosmology and Astroparticle Physics.

## Наукові результати
Ваксман займається фізикою нейтрино та астрофізикою високих енергій.
Спільно з Джоном Бакалом він запропонував теорію походження частинок найвищої енергії, межу Ваксмана — Бакала.
Він ініціював та очолює ізраїльську космічну місію ULTRASAT, яка повинна за допомогою ультрафіолетового телескопа на невелькому супутнику реєструвати швидкоплинні астрономічні події, такі, наприклад, як припливне руйнування зір чорними дірами.

## Відзнаки
- Нагорода кнесету для видатних студентів (1984)[1]
- Нагорода Ізраїльського фізичного товариства за видатні дослідження аспірантів (1990)[1]
- Меморіальна премія Е. Д. Бергмана (1999)[1]
- Премія Левінсона Інституту Вейцмана (2004)[1]

## Сім'я
Елі Ваксман одружений з Веред Ваксман, соціальним працівником і психотерапевтом. У них двої дітей: Чен (нар. 1990) та Ідо (нар. 1991).